# Passy-Grigny
 Passy-Grigny  es una población y comuna francesa, en la región de Champaña-Ardenas, departamento de Marne, en el distrito de Reims y cantón de Châtillon-sur-Marne.

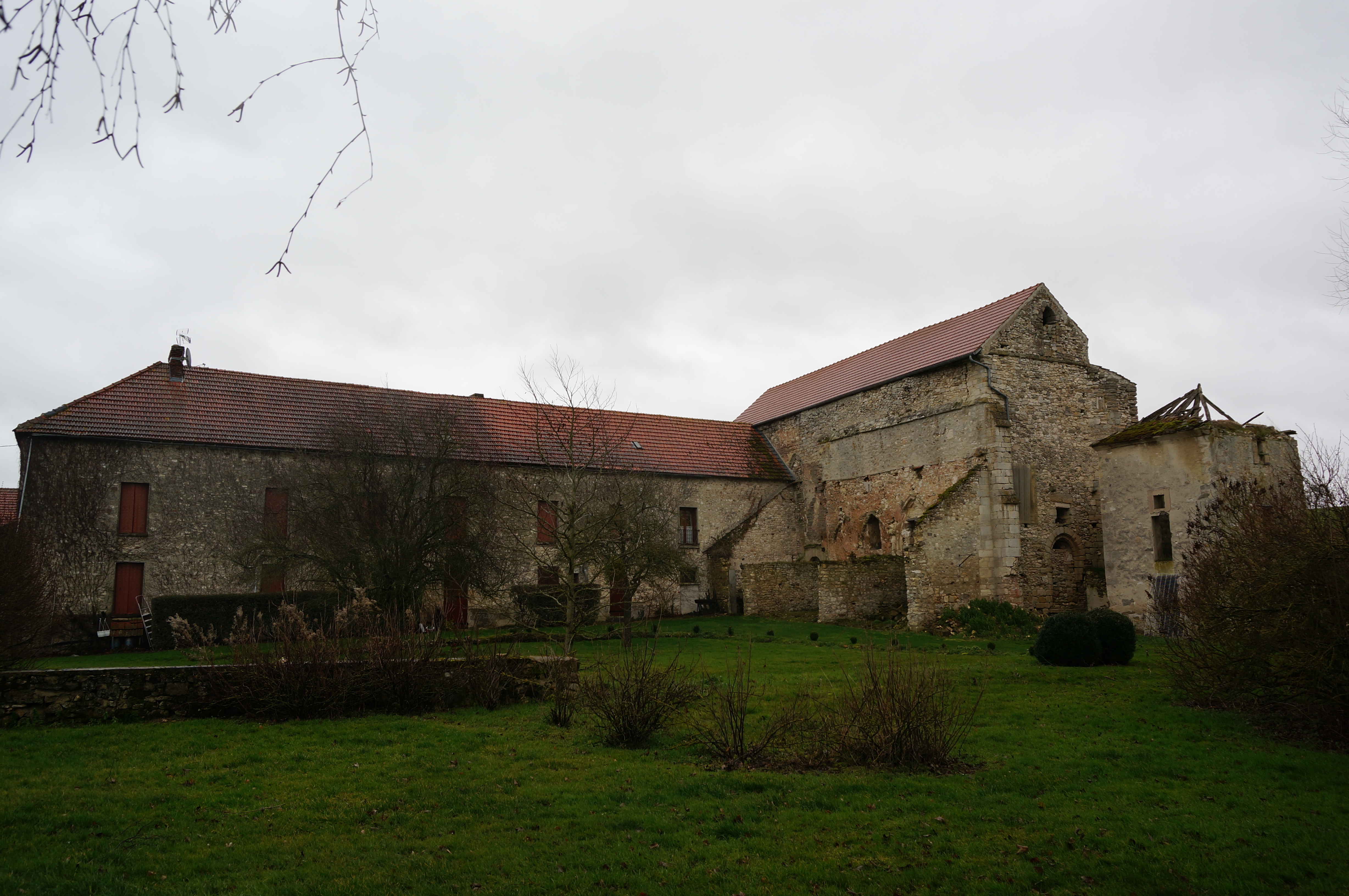
Caballeros Templarios

## Demografía
| 418 | 421 | 410 | 409 | 383 | 375 |
| Para los censos de 1962 a 1999 la población legal corresponde a la población sin duplicidades (Fuente: INSEE [Consultar]) |     |     |     |     |     |